# Carmangay
Carmangay est un village (village) du Comté de Vulcan, situé dans la province canadienne d'Alberta.

## Démographie
En tant que localité désignée dans le recensement de 2011, Carmangay a une population de 367 habitants dans 120 de ses 143 logements, soit une variation de 9.2% avec la population de 2006. Avec une superficie de 1,861 8 km2, village possède une densité de population de 197,121 1 hab/km2 en 2011.
Concernant le recensement de 2006, Carmangay abritait 336 habitants dans 112 de ses 128 logements. Avec une superficie de 1,861 8 km2, village possédait une densité de population de 180,5 hab/km2 en 2006.
| 2001 | 2006 | 2011 | 2016 |
| ---- | ---- | ---- | ---- |
| 255  | 336  | 367  | 242  |